# Svanevit (pjäs)

Fanny Falkner som Svanevit och Johan Ljungqvist som Hertigen i Svanevit, Intima Teatern 1909.

Svanevit är en pjäs av August Strindberg från 1901. Dramat är ett sagospel som med sitt lyriska tonfall skiljer sig från det mesta av Strindbergs dramatiska produktion. Som viktigaste inspirationskälla har Strindberg framhållit den tidige Maurice Maeterlinck.